# Kochovice
Kochovice jsou část města Hoštka v okrese Litoměřice v Ústeckém kraji. Nachází se na jihozápadě Hoštky. Kochovice jsou také název katastrálního území o rozloze 1,67 km².

## Název
Název vesnice je odvozen z osobního jména Koch ve významu ves lidí Kochových. V historických pramenech se jméno vsi objevuje ve tvarech: Kohouich a Kohouicih (1088), Kohowicih (1222), Kochowicz (1432), „w kochowiczych“ (1542), Skochowicze (1564), „ve vsi Skochowiczych“ (1564), Kochowicze (1654) a Kochowitz (1720, 1785).

## Historie
První písemná zmínka o Kochovicích pochází z roku 1088, kdy vesnice patřila vyšehradské kapitule. Ta o ni okolo roku 1400 přišla a vesnice se stala samostatným šlechtickým statkem, jehož majiteli postupně byli Dobran z Kochovic připomínaný roku 1421 a v roce 1432 Duchek z Kochovic. Panským sídlem byla v té době založená tvrz, písemně doložená roku 1500. Statek zanikl na začátku šestnáctého století, a vesnice od té doby tvořila součást roudnického panství. Tvrz stále sloužila k obytným účelům. Roku 1610 ji vlastnili Üchtritzové, kteří se ale přestěhovali do Hoštky, a tvrz během třicetileté války zanikla.

## Obyvatelstvo
|                                                                 | 1869 | 1880 | 1890 | 1900 | 1910 | 1921 | 1930 | 1950 | 1961 | 1970 | 1980 | 1991 | 2001 | 2011 |
| --------------------------------------------------------------- | ---- | ---- | ---- | ---- | ---- | ---- | ---- | ---- | ---- | ---- | ---- | ---- | ---- | ---- |
| Obyvatelé                                                       | 169  | 159  | 130  | 133  | 119  | 119  | 234  | 153  | 126  | 140  | 280  | 416  | 419  | 544  |
| Domy                                                            | 32   | 31   | 32   | 31   | 31   | 29   | 57   | 57   | —    | 47   | 58   | 71   | 71   | 121  |
| Počet domů z roku 1961 je zahrnut v domech místní části Hoštka. |      |      |      |      |      |      |      |      |      |      |      |      |      |      |

## Osobnosti
- Johann Joseph Abert (1832–1915), skladatel a hudebník